# Ježov (kraj południowomorawski)
Ježov – gmina w Czechach, w powiecie Hodonín, w kraju południowomorawskim. Według danych z dnia 1 stycznia 2013 liczyła 710 mieszkańców.